# Christian Kreiß

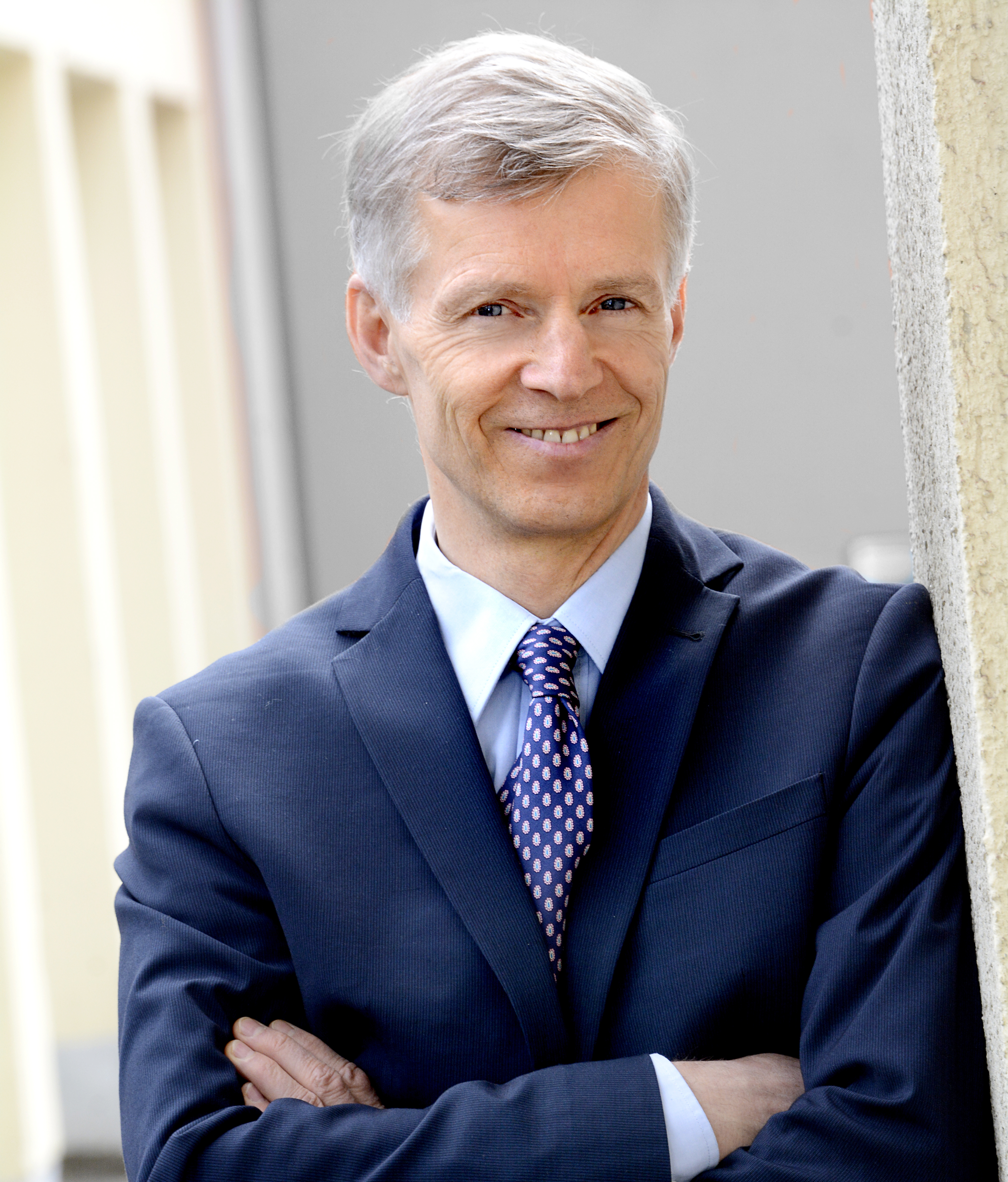
Christian Kreiß, 2017

Christian Kreiß (* 4. September 1962 in München) ist ein deutscher Ökonom. Er ist Professor für Volkswirtschaftslehre an der Hochschule Aalen. Seine Schwerpunkte sind Finanzierung und Wirtschaftspolitik. Bei der Bundestagswahl 2017 und der Bundestagswahl 2021 kandidierte er jeweils erfolglos für zwei Kleinstparteien.

## Leben
Christian Kreiß machte das Abitur am Otto-von-Taube-Gymnasium Gauting und studierte Volkswirtschaftslehre an der Universität München. Er wurde Assistent bei Knut Borchardt und hat 1992 zum Thema Kartellpreispolitik 1924–1932 in Wirtschaftsgeschichte promoviert.
Er arbeitete ab 1993 bei der Commerzbank als Bankangestellter, ab 1995 im Investmentbanking bei der Bayerischen Landesbank München, ab 1998 in der Dresdner Bank Gruppe.
Seit 2002 ist Kreiß Professor für Finanzierung, Volkswirtschaftslehre und Wirtschaftspolitik an der Hochschule Aalen.
Kreiß wurde drei Mal als unabhängiger Experte in den Deutschen Bundestag eingeladen. 2013 stellte er zusammen mit Stefan Schridde das Gutachten zu Geplantem Verschleiß bei Bündnis 90/Die Grünen vor. 2014 hielt er einen Vortrag zu Geplantem Verschleiß vor Bundestagsabgeordneten der SPD. 2015 wurde er durch die Fraktion der Linken als einer von sieben Experten zu einem öffentlichen Fachgespräch zum Thema Wissenschaftliche Verantwortung eingeladen.
Bei der Bundestagswahl 2017 trat Kreiß im Bundestagswahlkreis Fürstenfeldbruck für eine Wählergruppe „Vereinigte Direktkandidaten“ an, erreichte aber kein Mandat. Bei der Bundestagswahl 2021 trat er im selben Wahlkreis erneut an, diesmal als Kandidat für die 2020 gegründete Basisdemokratische Partei Deutschland.

## Öffentliches Wirken während der COVID-19-Pandemie
2020 kritisierte Kreiß während der COVID-19-Pandemie die damaligen Lockdown-Maßnahmen in vielen Staaten Europas gegen die COVID-19-Pandemie als „Ermächtigungsgesetze“ und machte sie für eine von ihm erwartete kommende Wirtschaftsdepression verantwortlich. Kreiß trat bei mehreren „Querdenken“-Kundgebungen als Redner auf, unter anderem in München und in Ulm. Bei einer Querdenkerkundgebung in Traunstein im November 2020 vertrat Kreiß laut einem Medienbericht Falschinformationen zur COVID-19-Pandemie, etwa dass Schweden trotz des dortigen Verzichts auf einen strengen Lockdown damals im Vergleich mit Deutschland prozentual weniger Coronatote zu beklagen gehabt habe. Kreiß kritisierte Ende 2020 Michael Ballwegs Treffen mit dem selbsternannten „König von Deutschland“ (Peter Fitzek) und „Reichsbürgern“ und resumierte, er sei „auf Querdenken hereingefallen“. Die Bewegung sei für ihn „jetzt tot“. In einem Video für die Aktion #allesaufdentisch verurteilte Kreiß die Coronaforschung als „gekaufte Forschung“. Der Politikwissenschaftler Claus Leggewie kritisierte dies als Pauschalverdacht gegen „jede wissenschaftliche Erkenntnis (außer der eigenen natürlich!)“, mit dem Kreiß „in der unangenehmen Gesellschaft von Reichsbürgern und als gescheiterter Direktkandidat der Querdenkerpartei ‚Die Basis‘“ ende.

## Wissenschaftliche Veröffentlichungen
In seinem Buch Gekaufte Wissenschaft stellt Kreiß dar, dass Hochschulen bei der immer größeren Anteil gewinnenden Drittmittelforschung in Abhängigkeit von Wirtschaftsakteuren geraten seien.
Basierend auf einem Gutachten zum Thema Geplante Obsoleszenz, das Kreiß zusammen mit Stefan Schridde verfasst hatte, veröffentlichte Kreiß ein Buch, in dem er seine These der systematischen geplanten Obsoleszenz an vielen Einzelbeispielen darstellt.
Das Mephisto-Prinzip (2019) im Wirtschaftsleben bedeutet, dass möglichst falsche und schädliche Grundannahmen oder Axiome eingeführt werden müssen, die aber auf den ersten Blick plausibel, gut und vernünftig erscheinen. Diese 7 Axiome sind: 1. Unersättlichkeit 2. Zinseszins ist gut, richtig und wichtig 3. Eigentum in beliebiger Höhe ist gut, richtig und wichtig 4. Unternehmen sollen ihre Gewinne maximieren 5. Konsumenten maximieren rational ihren Eigennutzen 6. Konkurrenz und Wettbewerb sind gut 7. Die unsichtbare Hand des Marktes überführt das eigennützige Verhalten der Marktteilnehmer in das Wohl der Allgemeinheit.
In Das Ende des Wirtschaftswachstums (2023) lautet die Kernaussage, dass für einen großen Teil der Menschen in den meisten Industrie- und einigen anderen Ländern bereits seit vielen Jahren keine reale Wohlfahrtsverbesserung mehr stattgefunden habe und voraussichtlich in absehbarer Zeit auch nicht mehr stattfinden werde.

## Schriften (Auswahl)
- Preispolitik deutscher Kartelle an der Nahtstelle zwischen eisenschaffender und eisenverarbeitender Industrie 1924 bis 1932. Diss. oec. publ. Univ. München, 1992.
- Profitwahn: Warum sich eine menschengerechtere Wirtschaft lohnt. Tectum Verlag, Marburg 2013
- Geplanter Verschleiß: Wie die Industrie uns zu immer mehr und immer schnellerem Konsum antreibt – und wie wir uns dagegen wehren können. Europa-Verlag, Berlin 2014
- Gekaufte Forschung: Wissenschaft im Dienst der Konzerne. Europa-Verlag, Berlin, 2015
- Werbung – nein danke. Warum wir ohne Werbung viel besser leben könnten. Europa Verlag, München, 2016
- Blenden Wuchern Lamentieren – Wie die Betriebswirtschaftslehre zur Verrohung der Gesellschaft beiträgt (zusammen mit Heinz Siebenbrock). München : Europa Verlag, 2019
- Das Mephisto-Prinzip in unserer Wirtschaft. Hamburg : tredition Verlag, 2019
- Gekaufte Wissenschaft – Wie uns manipulierte Hochschulforschung schadet und was wir dagegen tun können. Hamburg : tredition Verlag, 2020